# Castelo Leod

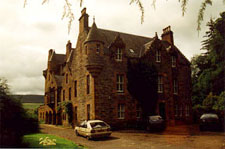
Castelo Leod, Escócia.

O Castelo Leod (em língua inglesa Castle Leod) é um castelo localizado em Ross-shire, Escócia.
O castelo foi protegido na categoria "A" do "listed building", em 25 de março de 1971.